# Fergna Britt mac Faílbi
Fergna Britt mac Faílbi  (mort en  623/624) ecclésiastique irlandais qui fut abbé de Iona de 605/608 à 623/624 .

## Biographie
Fergna Britt 4e abbé d'Iona est le successeur de Laisrén mac Feradaig  et il est le dernier abbé à avoir servi comme moine durant la vie de Colomba alors qu'il était selon Adomnan un « jeune homme de bonne volonté » lorsqu'il est témoin d'une vision dans laquelle une forte lumière enveloppe Colomba pendant qu'il priait dans la chapelle de Iona. C'est son neveu Comman, fils de sa sœur, devenu prêtre, qui a rapporté à Adomnan cette vision. 
Bien qu'il appartienne au Uí Néill il n'est pas comme ses prédécesseurs et successeurs directement lié à la famille de Colomba le Cenél Conaill puisqu'il est issu du Cenél mBóguine. Son surnom de « Britt » c'est-à-dire  Breton implique qu'il a vécu en Bretagne peut-être comme novice dans un monastère. C'est pendant son abbatiat que Donnán et sa communauté monastique sont massacrés le 17 avril 617 à Eigg au nord de l'île de Iona vraisemblablement par des Pictes païens. Fergna est le premier abbé d'Iona à être considéré comme un évêque dans les martyrologes. Sa fête est fixée dans l'église d'Irlande au 2 mars sans doute la date de sa mort. Il a comme successeur l'abbé Ségène mac Fiachnai 

### Source
- (en) Cet article est partiellement ou en totalité issu de l’article de Wikipédia en anglais intitulé « Fergno Britt mac Faílbi » (voir la liste des auteurs).

### Article lié
- Abbaye d'Iona

### Liens
- Notice dans un dictionnaire ou une encyclopédie généraliste :   - Oxford Dictionary of National Biography